# بارهد، آلبرتا
بارهد، آلبرتا (به انگلیسی: Barrhead, Alberta) یک منطقهٔ مسکونی در کانادا است که در آلبرتا واقع شده‌است. بارهد ۴٬۵۷۹ نفر جمعیت دارد و ۶۴۵ متر بالاتر از سطح دریا واقع شده‌است.

## خواهرخوانده
شهر کیتامی، هوکایدو خواهرخواندهٔ بارهد، آلبرتا هست.